# 萨罗克
萨罗克（義大利語：Sarroch），是意大利撒丁大区卡利亞里廣域市的一个市镇，乃化工重鎮。总面积67.88平方公里，人口5327人，人口密度78.5人/平方公里（2009年）。ISTAT代码为092066。